# Халид Аль-Фулейдж
Халид ибн Ибрахим ибн Са’д аль-Фулейдж (араб. خالد الفليج‎; род. 1969, Эр-Рияд, Саудовская Аравия) — исламский проповедник, богослов, хадисовод и суннитский учёный, являющийся последователем мазхаба Имама Ахмада ибн Ханбала. Он известен своей приверженностью к суннитскому исламу и саляфитскому учению, следуя основным принципам ахлю-сунна ва-джамаа.

## Краткая биография
Халид ибн Ибрахим ибн Са’д аль-Фулейдж родился в 1969 году (1390 год по мусульманскому летоисчислению) в городе Эр-Рияд Саудовской Аравии.
Является исламским требующим знания, специализирующийся на определении степени достоверности хадисов и их методологии (хадисовед), а также является специалистом по акиде и проповедником..

## Взгляды на космос
Как и другие салафитские богословы, считает, что Земля вращается вокруг Солнца.

## Сочинения
Окончил Исламский университет имени Мухаммеда ибн Сауда.
Учился у различных шейхов, в том числе у известного шейха Ибн База и у других, таких как: Абдуррахман аль-Баррак; Абдуллах ибн Джибрин; и Абдуллах ибн Са’д и другие.

## Лекции
— 10 дней Зуль-Хиджа лучше;
— Ответ тем, кто взывает к мёртвым, и просит у них исполнения своих нужд;
— Говорить «амин» вслух после суры аль-Фатиха Сунна?;
— Совершил прелюбодеяние с девушкой. Нужно ли жениться, чтобы она не опозорилась перед родственниками?;
— Будет ли женщине награда за беременность?;
— О посте беременной женщины и кормящей женщины;
— Является ли желательным после того как сделал дуа говорить Фатиха и читать суру аль-Фатиха?;
— Каково положение людей, которые оставляют пространство между молящимися во время коллективной молитвы около 1,5 — 2 м?.

## Учителя
- Ибн Баз;
- Мухаммад ибн Солихь аль-Усеймин;
- Абдуррахман Аль-Баррак;
- Абдуллах ибн Джибрин;

## Арест
В ноябре в 2023 году в Саудовской Аравии был арестован, после того как он сделал публичные заявления в поддержку Палестины. В частности, его арест был связан с его проповедью, в которой он выражал критику в адрес политики Израиля и поддерживал палестинский народ в контексте продолжающегося конфликта.
Его заявление вызвало тревогу у саудовских властей, поскольку оно могло быть воспринято как политическое вмешательство, что в некоторых случаях приводит к ограничению свободы выражения мнений. После ареста он был задержан на несколько недель, прежде чем был освобождён. Этот случай привлёк внимание к вопросам свободы слова и политики в отношении палестинского вопроса в арабском мире.